# No One Would Tell
No One Would Tell är en dramafilm från 1996, regisserad av Noel Nossech. 

## Handling
Stacy Collins (Cameron) är en blyg 16-åring som går på high school. Hon har i hemlighet varit kär i Bobby Tennison (Fred Savage) i två år. Hon är förvånad när han visar intresse för henne, eftersom han är äldre och skolans populäraste kille. Efter ett par veckors dejtande, börjar Bobby uppvisa ett dominant beteende. Han blir avundsjuk så fort en annan kille närmar sig eller pratar med Stacy. Han vill inte heller att hon ska vara med kompisar samtidigt som de är tillsammans. Eftersom Bobby omedelbart ber om ursäkt, säger att han älskar henne och ger henne gåvor, tar Stacy inte illa upp.
Efter att hon har haft sex med Bobby för första gången, lovar hon att de ska vara tillsammans för alltid. Hon går också med på att inte vara med sina kompisar, när han är närvarande. Andra killar visar intresse för henne, och detta gör honom rasande. Han kallar henne hora och kräver att hon ska använda ordentliga kläder. Hon förklarar att hon har klätt upp sig för honom, men han blir arg och knuffar henne. Väl hemma är hennes mamma orolig att hon tillbringar för mycket tid med honom, men hon säger att hon älskar honom. Samtidigt blir hennes vänner mer och mer oroliga över förhållandet. Kompisen Nicki upptäcker flera blåmärken på hennes kropp men Stacy blir arg när hon konfronteras.
Av en slump träffar Stacy Bobbys mamma, vilket han har förbjudit. Han kommer på dem och blir rasande och våldsam. Upprörd och ledsen bestämmer hon sig för att inte träffa honom mer. Bobby bryter sig in i huset, och Stacy beordrar honom att försvinna. Han lyssnar inte, utan lyckas återvinna hennes förtroende. De är lyckliga ett tag, men problemen tar fart igen när hon pratar med en annan kille på skoldansen. Han drar ut henne och slår henne. Nicki ser detta, och konfronterar Stacy igen. Efter ett tag börjar hon inse att hennes vän har rätt.
Bobby försöker vinna henne tillbaka och lyckas, dock bara som vänner. När hon pratar med en annan kille igen slår han henne.
Senare samma natt lyckas Bobby och hans vän Vince övertala Stacy att kliva in i hans bil. Han kör till stranden och går iväg med henne. Nästa dag är hon försvunnen. Stacys mamma Laura misstänker att Bobby ligger bakom försvinnandet. Nicki frågar vittnet Carla om hon vet vad som hände, men Carla blir arg och försvarar Bobby. Laura och Nicki går till polisen och talar om för dem att Bobby har slagit Stacy. Carla erkänner sedan att de förde henne till stranden.
Bobby och Vince grips av polisen. Bobby skyller på Vince, men polisen är övertygad om att Bobby har mördat henne. Han erkänner sedan att han skar upp hennes hals och kastade henne i sjön. Kroppen är snart funnen. Vid rättegången avslöjar alla hur Bobby behandlade Stacy. Bobby döms till livstids fängelse, utan chans till frigivning.

## Om filmen
Filmen är baserad på den verkliga händelsen då 16-årige Jamie Fuller mördade sin 14-åriga flickvän den 23 augusti 1991. Candace Cameron Bure, som spelar huvudrollen Stacy, fick mycket god kritik för sitt skådespeleri.

## Rollista (urval)
- Candace Cameron Bure - Stacy Collins
- Fred Savage - Bobby Tennison
- Gregory Alan Williams - Anderson
- Heather McComb - Nicki
- Rodney Eastman - Tony Dinardo
- Season Hubley - Rita Thompson
- Sally Jessy Raphaël - domare